# Nuno Lima
Nuno Lima né le 16 mars 2001 à Porto au Portugal, est un footballeur portugais qui évolue au poste défenseur central à Alanyaspor.

## Biographie

### En club
Né à Porto au Portugal, Nuno Lima commence le football avec l'ADF Anta puis il rejoint le centre de formation du FC Porto. En 2014 il poursuit sa formation au Paços de Ferreira, il fait également un passage de trois ans au CD Feirense avant de revenir à Paços de Ferreira en 2018. Il commence toutefois sa carrière au F.C. Felgueiras 1932 (en), où il est prêté lors de la saison 2020-2021.
De retour à Paços de Ferreira, Nuno Lima joue son premier match de première division portugaise le 10 décembre 2021, face au Gil Vicente FC. Il est titularisé et son équipe s'incline par un but à zéro.
Le 6 mai 2022, Nuno Lima prolonge son contrat avec Paços de Ferreira de deux saisons supplémentaires. Il est alors lié au club jusqu'en juin 2024.
Lima inscrit son premier but pour Paços de Ferreira le 31 janvier 2023 face au Gil Vicente FC, en championnat. Il est titularisé et participe à la victoire de son équipe par deux buts à un,.